# Cristo II (poema)
Il poema Christ II (in italiano "Cristo II") chiamato anche The Ascension (L'ascensione) è uno dei quattro poemi in lingua inglese antica scritti da Cynewulf. Il poema, di 427 versi, è contenuto all'interno del Libro di Exeter (linee 440–866, fogli 14a-20b). Questo testo costituisce, insieme al Christ e al Christ III, contenuti anch'essi all'interno del suddetto libro, la triade anglosassone detta "Christ", attribuita solo per il secondo poema a Cynewulf.

## Influenza culturale
Il poema Cristo I ispirò J. R. R. Tolkien per la creazione della sua Terra di Mezzo, grazie a questi versi:
ofer middangeard monnum sended»
(Poema Christ, Cynewulf (versi 104-105))